# Piotr Snopek
Piotr Snopek (ur. 6 kwietnia 1991 w Toruniu) – polski łyżwiarz figurowy, reprezentant Polski na zawodach międzynarodowych. Od sezonu 2009/2010 startował w kategorii par sportowych z Magdaleną Jaskółką. Para rozstała się w środku sezonu 2012/2013. Jego wcześniejszą partnerką była Katarzyna Wilczyk (sezon 2008/2009).
Duet trenowany był przez Iwonę Mydlarz-Chruścińską. Współpracowali również ze Stanisławem Leonowiczem. Choreografem był Sarkis Tewanian.
Przed przyjazdem do Oświęcimia startował w kategorii solistów na zawodach krajowych, reprezentując klub rodzinnego miasta - Start-Wisła Toruń - i trenując pod okiem Teresy Bekisz.

## Wybrane starty

### W Parach Sportowych
z Magdaleną Jaskółką
| Wyniki                           | Wyniki    | Wyniki    | Wyniki    |
| Zawody                           | 2009/2010 | 2010/2011 | 2011/2012 |
| -------------------------------- | --------- | --------- | --------- |
| JGP Austria                      |           |           | 15.       |
| JGP Ostrava                      |           | 13.       |           |
| JGP Sheffield                    |           | 14.       |           |
| JGP Poland                       |           |           | 11.       |
| Mentor Nestle Nesquik Torun Cup  | 3. (J)    | 2. (J)    |           |
| Warsaw Cup                       |           | 3. (J)    | 6. (J)    |
| Mistrzostwa Polski               | 2. (J)    | 3. (J)    | 3. (S)    |
| Mistrzostwa Polski Młodzieżowców |           | 2.        | 2.        |
| Mistrzostwa Trzech Narodów       | 8.        | 6.        | 4.        |